# Алпатово (озеро)
Алпа́тово — озеро в Московской области России. Площадь поверхности — 0,2 км².
Расположено на территории Лотошинского района, в западной части Верхневолжской низменности, в 8 км к северу от районного центра — посёлка городского типа Лотошино. Высота над уровнем моря — 156,2 метра. На берегах находятся населённые пункты городского поселения Лотошино: на южном — деревня Павловское, на восточном — деревня Рождество.
Озеро лежит в центре заболоченной ледниковой западины, имеет округлую форму. Типично для низменных равнин, сложенных песчаными отложениями, принесёнными талыми водами при отступлении ледника. Берега низкие, ровные, песчаные. Диаметр — 450 м, глубина — до 10 м, средняя — 3—4 м. Обитают карась, окунь, плотва, щука.
Озеро окружено болотным массивом, частично поросшим лесом. Вместе с окрестностями оно является водно-болотным угодьем, имеющим региональное значение и частично входит в памятник природы «Озеро Алпатово и его котловина». Площадь территории составляет 2 км². Прибрежная зона покрыта рогозово-тростниковыми зарослями и осоковым высокотравьем. Ценную фауну представляют виды, занесённые в Приложения 1 и 2 к Красной книге Московской области, — линь, гоголь, серый гусь. В 2013 году, в рамках паспортизации особо охраняемых природных территорий Подмосковья, заповедная зона была обследована экологами и приобрела обновленный паспорт, взамен выданного в 1988 году.